# الأشعة السينية لخلل التنسج الوركي

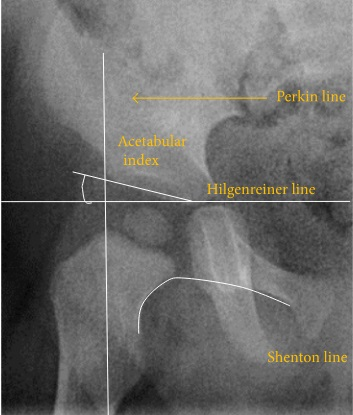
صورة الأشعة السينية للقياسات في مفصل الورك الطبيعي، لا تظهر أي علامات على خلل التنسج الوركي.

تعد الأشعة السينية لخلل التنسج الوركي إحدى طريقتين رئيسيتين للتصوير الطبي لتشخيص خلل التنسج الوركي، والطريقة الأخرى هي التصوير بالأمواج فوق الصوتية الطبية. يعطي التصوير بالموجات فوق الصوتية نتائج أفضل في تحديد التشريح حتى تحجر الغضروف. عندما يبلغ عمر الرضيع حوالي 3 أشهر، يمكن الحصول على صورة شعاعية واضحة. لسوء الحظ، فإن الوقت الذي يعطي فيه المفصل صورة جيدة بالأشعة السينية هو أيضًا النقطة التي تتوقف عندها طرق العلاج غير الجراحية عن إعطاء نتائج جيدة.

## عند الأطفال

### فحص جودة الصورة
تزداد موثوقية القياسات إذا تم أخذ مؤشرات محاذاة الحوض في الاعتبار:
- نسبة قطر الثقبة السدادة (من Tönnis): حاصل دوران الحوض عن طريق قسمة القطر الأفقي لثقب السد في الجانب الأيمن والقطر الأيسر. في الدوران المحايد، تكون النسبة 1 ولكنها تعد مقبولة عندما تتراوح بين 0.56 و1.8.
- زاوية Symphysis os-ischium (من Tönnis): هذا يقيم موضع الحوض في المستوى السهمي. يرسم الخطوط من أعلى نقطة في الإسكيم إلى النقطة الأبرز في الارتفاق، وتنضم إلى داخل الحوض. يتراوح نطاق القيم الطبيعية من 90 إلى 135 درجة ويرتبط بعمر الرضيع.

### القياسات
الخطوط والزوايا الأكثر فائدة التي يمكن رسمها في حوض الأطفال لتقييم خلل التنسج الوركي هي كما يلي:
- خط هيلجينراينر، يربط الأطراف السفلية من العظام الحرقفية، عند الغضروف الثلاثي. يستخدم هذا الخط لقياس زاوية الحق وكمرجع لخط بيركين.[4]
- خط بيركين عمودي على خط هيلجينرينر، يلامس الهامش الجانبي للسقف الحق. هذا يؤدي إلى أربعة أرباع ويجب أن يكون رأس الفخذ الطبيعي موجودًا في الربع السفلي. يمكننا قياس الإزاحة الجانبية لرأس الفخذ فيما يتعلق بخط بيركين بقسمة عرض الرأس الذي يقطع خط بيركين على قطر الرأس. يجب أن تكون القيمة للمرضى الذين تقل أعمارهم عن 3 سنوات 0 وفي الأطفال الأكبر سنًا تتراوح هذه القيمة من 0 إلى 22٪.[5]
- (ج) خط شينتون عبارة عن قوس مستمر مرسوم من الحافة الداخلية لعنق الفخذ إلى الحافة العلوية للثقبة السدادة. في الأطفال الذين تزيد أعمارهم عن 3 إلى 4 سنوات، يجب أن يكون هذا الخط أملسًا وغير متقطع، وإلا فقد يشير إلى كسر أو خلل التنسج في الورك. ومع ذلك، قد يكون هذا الخط غير موثوق به عند الرضع لأنه يعتمد على دوران الورك عند التقاط الصورة.[6][7]
- (د) يقيس مؤشر الحق منحدر السقف الحقي. إنه المقياس الأكثر فائدة لخلل التنسج الحق حتى سن 6 سنوات. يتكون بين خط هيلجينرينر مع مقياس السقف الحقي. في الأطفال حديثي الولادة، تعد القيم عند الذكور والإناث طبيعية. عادة ما يتناقص مع تقدم العمر:
- (هـ) يتم قياس مساحة المفصل الإنسي بين الحد الإنسي لرأس أو رقبة الفخذ (عندما لا يكون المشاش متحجرًا) والمنصة الحق. تتراوح القيم الطبيعية بين 5 و 12 ملم. تعد الاختلافات التي تزيد عن 1.5 مم بين الجانبين غير طبيعية.
- يتم حساب مؤشر هجرة ريمر، والذي يُطلق عليه أيضًا مؤشر بثق الفخذ، إذا اكتشف خلل التنسج الوركي. يمكن استخدامه للإشارة إلى خلع الورك. إنها المسافة الأفقية (الموازية لخط هيلجينرينر) بين خط بيركين والحدود الجانبية لمركز تعظم رأس الفخذ، مقسومة على العرض الأفقي لمركز التعظم. عادة ما يكون مؤشر الهجرة أقل من 33٪ من قبل معظم المصادر، ولكن تم اقتراح 25٪ و 30٪ أيضًا.[8][9]